# Agona (chef iroquoien)
Pour l’article homonyme, voir Agona.
Agona est un chef iroquoien. Il est l'agouhanna de Stadaconé à partir du 6 mai 1536 et minimalement jusqu'en 1541. Il est le rival et le successeur de Donnacona.

## Biographie
Agona est décrit comme un rival de Donnacona, l'agouhanna de Stadaconé. Au printemps 1536, une querelle éclate entre eux. Le fils de Donnacona, Taignoagny, demande à l'explorateur français Jacques Cartier, qui est à ce moment en hivernage à Stadaconé, d'emmener Agona pour l'exiler. Au contraire, Cartier souhaite plutôt emmener Donnacona en France afin qu'il puisse témoigner au roi de France ses connaissances sur le royaume de Saguenay.
L'explorateur feint d'accepter la proposition de Taignoagny pour pouvoir se rapprocher de Donnacona et le capturer plus facilement. C'est ce qui survient le 6 mai 1536, quand Donnacona et d'autres Iroquoiens sont forcés de quitter pour la France. Dans ses Relations, Jacques Cartier écrit « qu'[Agona] avait été nommé roi par Donnacona lorsque nous avions emmené ce dernier en France lors du précédent voyage ».
Le 23 août 1541, Agona retrouve Cartier, qui mène son troisième et dernier voyage au Canada. Ce dernier se présente devant lui avec aucun des Iroquoiens emmenés en France en 1536. Cartier affirme que Donnacona est mort et que les autres vivent là-bas comme de grands seigneurs, y sont mariés et n'ont pas voulu revenir. Agona n'aurait eu aucune réaction, ce qui fait dire à Cartier : « Je pense qu'il accueillit d'autant mieux la nouvelle qu'il restait seigneur et chef de tout le pays ». En signe de rapprochement, Agona lui offre un esnoguy tandis que Cartier offre des présents à lui et des femmes du village. 
Agona assiste à la fondation de Charlesbourg-Royal par les Français, une tentative de colonisation qui s'avéra un échec.

## Hommages
- La rue Agona à Laval[3]